# III liga polska w piłce nożnej (grupa II 2008–2016)
III liga polska w piłce nożnej, grupa II (nieoficjalna nazwy III liga kujawsko-pomorsko-wielkopolska) – była jedną z ośmiu grup III ligi piłki nożnej w Polsce (w latach 2008–2016). Występowało w niej 18 drużyn z województw kujawsko-pomorskiego i wielkopolskiego. Za rozgrywki odpowiedzialny był Kujawsko-Pomorski Związek Piłki Nożnej z siedzibą w Bydgoszczy.

## Dotychczasowi zwycięzcy
| Sezon   | Drużyna                           |
| ------- | --------------------------------- |
| 2008/09 | Olimpia Grudziądz                 |
| 2009/10 | Polonia Nowy Tomyśl               |
| 2010/11 | Calisia Kalisz                    |
| 2011/12 | Lech Rypin                        |
| 2012/13 | Ostrovia 1909 Ostrów Wielkopolski |
| 2013/14 | Sokół Kleczew                     |
| 2014/15 | Warta Poznań                      |
| 2015/16 | Warta Poznań                      |

## Królowie strzelców III ligi kujawsko-pomorsko-wielkopolskiej
| Zawodnik                                                       | Liczba goli | Drużyna                                 | Sezon   |
| -------------------------------------------------------------- | ----------- | --------------------------------------- | ------- |
| Krystian Tomaszewski                                           | 16          | Elana Toruń                             | 2015/16 |
| Krzysztof Kretkowski                                           | 22          | Sparta Brodnica                         | 2014/15 |
| Mateusz Klichowicz                                             | 24          | Grom Plewiska (12), Lech II Poznań (12) | 2013/14 |
| Krzysztof Kretkowski                                           | 13          | Cuiavia Inowrocław                      | 2012/13 |
| Michał Wawszczak                                               | 20          | Lubuszanin Trzcianka                    | 2011/12 |
| Błażej Ciesielski (Calisia Kalisz), Paweł Piceluk (Lech Rypin) | 17          | Calisia Kalisz, Lech Rypin              | 2010/11 |
| Paweł Kanik                                                    | 25          | Victoria Koronowo                       | 2009/10 |
| Przemysław Sulej                                               | 25          | Olimpia Grudziądz                       | 2008/09 |

## Zasady rozgrywek
Zmagania w lidze toczyły się systemem kołowym w dwóch rundach – jesiennej i wiosennej. Każda z drużyn rozgrywała z pozostałymi po 2 mecze. Zwycięzca uzyskiwał prawo do gry w II lidze (od sezonu 2008/09 do sezonu 2012/13) lub w barażach o II ligę z pierwszym zespołem grupy opolsko-śląskiej (od sezonu 2013/14 do sezonu 2015/16).
Do ligi awansowali mistrz i wicemistrz IV ligi, grupy kujawsko-pomorskiej oraz mistrzowie IV ligi z grup: wielkopolskiej północnej oraz wielkopolskiej południowiej.
Do sezonu 2012/13 drużyny, które po zakończeniu rozgrywek zajęły w tabeli III ligi grupy II miejsca odpowiednio 14, 15 i 16 spadały do właściwej terytorialnie IV ligi.
Liczba drużyn spadających z III ligi ulegała zwiększeniu o liczbę drużyn, które spadały z II ligi zgodnie z przynależnością terytorialną do Wielkopolskiego lub Kujawsko-Pomorskiego ZPN.
Drużyna, które zrezygnowała z uczestnictwa w rozgrywkach, degradowana była o 2 klasy rozgrywkowe i przenoszona na ostatnie miejsce w tabeli (jeśli rozegrała przynajmniej 50% spotkań sezonu; wtedy mecze nierozegrane weryfikowane są jako walkowery 0:3 na niekorzyść drużyny wycofanej) lub jej wyniki zostawały anulowane. Z rozgrywek eliminowana – i również degradowana o 2 klasy rozgrywkowe – była drużyna, która nie rozegra z własnej winy 3 spotkań sezonu.
Kolejność w tabeli ustalana była według liczby zdobytych punktów. W przypadku uzyskania równej liczby punktów przez dwie drużyny, o zajętym miejscu decydowały:
a) liczba zdobytych punktów w spotkaniach bezpośrednich,
b) korzystniejsza różnica między zdobytymi i utraconymi bramkami w spotkaniach bezpośrednich,
c) przy uwzględnieniu reguły UEFA, że bramki strzelone na wyjeździe liczone są podwójnie, korzystniejsza różnica między zdobytymi i utraconymi bramkami w spotkaniach bezpośrednich,
d) korzystniejsza różnica bramek we wszystkich spotkaniach z całego cyklu rozgrywek,
e) większa liczba bramek zdobytych we wszystkich spotkaniach z całego cyklu.
W przypadku, gdy dwoma zespołami o jednakowej liczbie punktów były zespoły, których kolejność decydowała o awansie lub spadku, stosowało się wyłącznie zasady określone w punktach a, b i c, a jeżeli one nie rozstrzygały kolejności, zarządzało się spotkanie barażowe na neutralnym boisku, wyznaczonym przez Wydział Gier PZPN.
Przy więcej niż dwóch zespołach przeprowadzało się dodatkową punktację pomocniczą spotkań wyłącznie między zainteresowanymi drużynami, kierując się kolejno zasadami podanymi punktach a, b, c, d oraz e.

## Sezon 2015/2016

### Drużyny
| Uczestnicy sezonu 2014/2015 | Uczestnicy sezonu 2014/2015       | Uczestnicy sezonu 2014/2015 | Uczestnicy sezonu 2014/2015 |
| --------------------------- | --------------------------------- | --------------------------- | --------------------------- |
| WAR                         | Warta Poznań                      | 1                           |                             |
| KLE                         | Sokół Kleczew                     | 2                           |                             |
| LP2                         | Lech II Poznań                    | 3                           |                             |
| ŚRW                         | Polonia Środa Wielkopolska        | 4                           |                             |
| STW                         | Start Warlubie                    | 5                           |                             |
| NLB                         | Nielba Wągrowiec                  | 6                           |                             |
| COW                         | Centra Ostrów Wielkopolski        | 7                           |                             |
| OST                         | Ostrovia 1909 Ostrów Wielkopolski | 8                           |                             |
| SPB                         | Sparta Brodnica                   | 9                           |                             |
| JAR                         | Jarota Jarocin                    | 10                          |                             |
| WDA                         | Wda Świecie                       | 11                          |                             |
| UNS                         | Unia Swarzędz                     | 12                          |                             |

| Awans z IV ligi 2014/2015     | Awans z IV ligi 2014/2015  | Awans z IV ligi 2014/2015 | Awans z IV ligi 2014/2015 |
| ----------------------------- | -------------------------- | ------------------------- | ------------------------- |
| grupa kujawsko-pomorska       |                            |                           |                           |
| ELA                           | Elana Toruń                | 1                         |                           |
| IKU                           | Kujawianka Izbica Kujawska | 2                         |                           |
| grupa wielkopolska (północ)   |                            |                           |                           |
| PEN                           | Pelikan Niechanowo         | 1                         |                           |
| grupa wielkopolska (południe) |                            |                           |                           |
| KAL                           | KKS 1925 Kalisz            | 1                         |                           |

| Uczestnicy sezonu 2014/2015 | Uczestnicy sezonu 2014/2015       | Uczestnicy sezonu 2014/2015 | Uczestnicy sezonu 2014/2015 |
| --------------------------- | --------------------------------- | --------------------------- | --------------------------- |
| WAR                         | Warta Poznań                      | 1                           |                             |
| KLE                         | Sokół Kleczew                     | 2                           |                             |
| LP2                         | Lech II Poznań                    | 3                           |                             |
| ŚRW                         | Polonia Środa Wielkopolska        | 4                           |                             |
| STW                         | Start Warlubie                    | 5                           |                             |
| NLB                         | Nielba Wągrowiec                  | 6                           |                             |
| COW                         | Centra Ostrów Wielkopolski        | 7                           |                             |
| OST                         | Ostrovia 1909 Ostrów Wielkopolski | 8                           |                             |
| SPB                         | Sparta Brodnica                   | 9                           |                             |
| JAR                         | Jarota Jarocin                    | 10                          |                             |
| WDA                         | Wda Świecie                       | 11                          |                             |
| UNS                         | Unia Swarzędz                     | 12                          |                             |

| Awans z IV ligi 2014/2015     | Awans z IV ligi 2014/2015  | Awans z IV ligi 2014/2015 | Awans z IV ligi 2014/2015 |
| ----------------------------- | -------------------------- | ------------------------- | ------------------------- |
| grupa kujawsko-pomorska       |                            |                           |                           |
| ELA                           | Elana Toruń                | 1                         |                           |
| IKU                           | Kujawianka Izbica Kujawska | 2                         |                           |
| grupa wielkopolska (północ)   |                            |                           |                           |
| PEN                           | Pelikan Niechanowo         | 1                         |                           |
| grupa wielkopolska (południe) |                            |                           |                           |
| KAL                           | KKS 1925 Kalisz            | 1                         |                           |

### Tabela

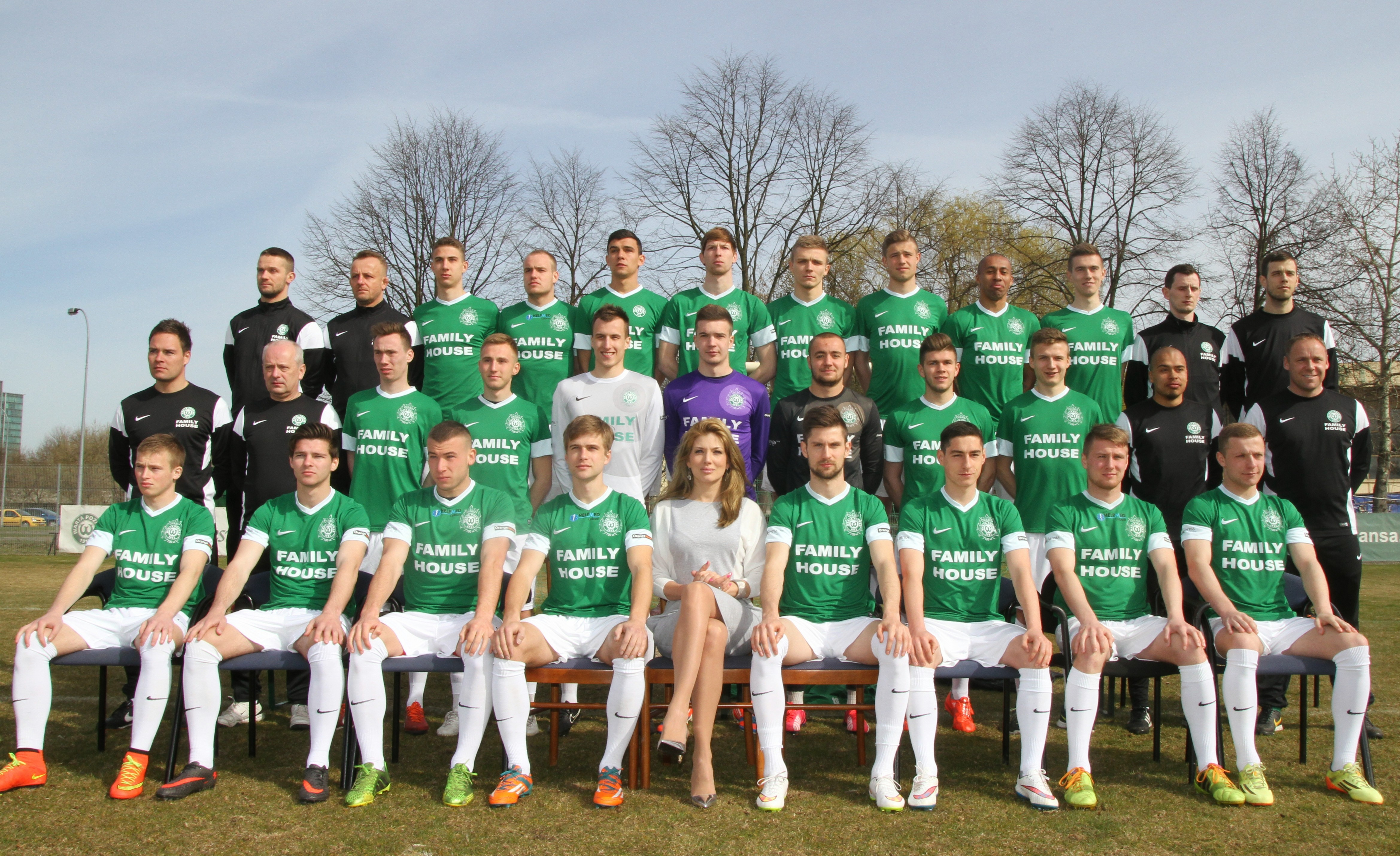
Warta Poznań – Mistrz III ligi w sezonie 2014/15

| Lp. | Drużyna                               | M  | Z  | R  | P  | Bramki | Bramki | Różn. | Pkt | Uwagi                     | Bezpośrednio |
| --- | ------------------------------------- | -- | -- | -- | -- | ------ | ------ | ----- | --- | ------------------------- | ------------ |
| 1   | Warta Poznań (M) (A)                  | 30 | 18 | 8  | 4  | 57     | 24     | +33   | 62  | Baraże o II ligę          |              |
| 2   | Pelikan Niechanowo1 (S)               | 30 | 19 | 5  | 6  | 60     | 28     | +32   | 62  | Spadek do klasy okręgowej |              |
| 3   | Lech II Poznań                        | 30 | 17 | 9  | 4  | 69     | 23     | +46   | 60  |                           |              |
| 4   | Sokół Kleczew                         | 30 | 15 | 8  | 7  | 63     | 30     | +33   | 53  |                           |              |
| 5   | Jarota Jarocin                        | 30 | 14 | 9  | 7  | 47     | 27     | +20   | 51  |                           |              |
| 6   | Polonia Środa Wielkopolska            | 30 | 15 | 6  | 9  | 45     | 28     | +17   | 51  |                           |              |
| 7   | Wda Świecie                           | 30 | 14 | 7  | 9  | 37     | 37     | 0     | 49  |                           |              |
| 8   | KKS 1925 Kalisz                       | 30 | 13 | 6  | 11 | 41     | 41     | 0     | 45  |                           |              |
| 9   | Elana Toruń1                          | 30 | 13 | 5  | 12 | 51     | 41     | +10   | 44  |                           |              |
| 10  | Unia Swarzędz (S)                     | 30 | 10 | 8  | 12 | 39     | 55     | −16   | 38  | Spadek do IV ligi         |              |
| 11  | Start Warlubie (S)                    | 30 | 9  | 8  | 13 | 40     | 45     | −5    | 35  | Spadek do IV ligi         |              |
| 12  | Centra Ostrów Wielkopolski (S)        | 30 | 9  | 4  | 17 | 39     | 67     | −28   | 31  | Spadek do IV ligi         |              |
| 13  | Ostrovia 1909 Ostrów Wielkopolski (S) | 30 | 8  | 5  | 17 | 36     | 48     | −12   | 29  | Spadek do IV ligi         |              |
| 14  | Nielba Wągrowiec (S)                  | 30 | 6  | 5  | 19 | 32     | 68     | −36   | 23  | Spadek do IV ligi         |              |
| 15  | Sparta Brodnica (S)                   | 30 | 4  | 10 | 16 | 26     | 55     | −29   | 22  | Spadek do IV ligi         |              |
| 16  | Kujawianka Izbica Kujawska (S)        | 30 | 3  | 3  | 24 | 26     | 91     | −65   | 12  | Spadek do IV ligi         |              |

### Wyniki
| Gospodarz \ Gość                  | COW | ELA   | JAR | KAL | IKU | LP2 | NLB | OST | PEN | ŚRW | KLE | SPB | STW   | UNS | WAR | WDA |
| Centra Ostrów Wielkopolski        |     | 1:2   | 1:5 | 1:3 | 4:0 | 1:3 | 0:2 | 3:2 | 0:3 | 0:1 | 0:7 | 2:0 | 1:1   | 2:0 | 0:3 | 0:0 |
| Elana Toruń                       | 2:3 |       | 0:1 | 1:0 | 6:3 | 0:0 | 4:0 | 2:1 | 2:3 | 3:2 | 2:1 | 2:0 | 3:3   | 5:2 | 1:1 | 0:0 |
| Jarota Jarocin                    | 2:1 | 1:2   |     | 1:0 | 2:2 | 1:0 | 3:0 | 1:0 | 1:2 | 2:0 | 1:1 | 2:1 | 1:1   | 5:0 | 0:0 | 0:1 |
| KKS 1925 Kalisz                   | 1:1 | 2:1   | 1:2 |     | 3:1 | 0:1 | 4:1 | 3:1 | 1:1 | 0:0 | 1:0 | 3:1 | 0:2   | 2:0 | 1:1 | 0:1 |
| Kujawianka Izbica Kujawska        | 2:4 | 2:1   | 2:3 | 0:0 |     | 1:3 | 1:2 | 0:3 | 1:2 | 2:1 | 1:3 | 0:1 | 0:4   | 1:1 | 0:4 | 0:2 |
| Lech II Poznań                    | 6:0 | 2:1   | 2:1 | 7:0 | 7:1 |     | 4:1 | 2:2 | 2:3 | 0:0 | 3:1 | 0:0 | 5:0   | 3:0 | 0:1 | 2:1 |
| Nielba Wągrowiec                  | 1:2 | 1:0   | 0:3 | 3:1 | 2:0 | 0:3 |     | 2:1 | 0:1 | 0:2 | 1:1 | 1:1 | 1:4   | 1:2 | 1:1 | 1:2 |
| Ostrovia 1909 Ostrów Wielkopolski | 2:0 | 0:2   | 2:2 | 2:4 | 3:1 | 0:1 | 4:0 |     | 0:3 | 2:5 | 0:0 | 3:1 | 1:0   | 0:4 | 0:1 | 2:0 |
| Pelikan Niechanowo                | 3:0 | 1:0   | 1:4 | 1:2 | 6:0 | 1:1 | 5:2 | 2:0 |     | 3:2 | 2:2 | 0:0 | 3:0   | 3:0 | 1:3 | 0:1 |
| Polonia Środa Wielkopolska        | 2:1 | 2:0   | 1:0 | 2:0 | 2:1 | 2:0 | 2:0 | 1:0 | 0:2 |     | 0:1 | 3:0 | 3:0wo | 2:2 | 1:0 | 3:0 |
| Sokół Kleczew                     | 2:2 | 2:3   | 2:0 | 1:2 | 1:2 | 0:0 | 5:2 | 2:0 | 2:0 | 1:1 |     | 7:0 | 2:0   | 4:1 | 4:2 | 2:0 |
| Sparta Brodnica                   | 1:2 | 1:1   | 0:0 | 1:2 | 7:1 | 1:4 | 2:2 | 1:1 | 0:3 | 0:0 | 0:2 |     | 1:0   | 1:2 | 0:3 | 0:0 |
| Start Warlubie                    | 2:1 | 0:3wo | 1:1 | 2:0 | 7:0 | 0:0 | 2:2 | 2:1 | 0:3 | 3:2 | 0:2 | 0:2 |       | 2:0 | 1:2 | 0:1 |
| Unia Swarzędz                     | 1:3 | 2:1   | 1:1 | 2:4 | 4:0 | 1:1 | 2:1 | 1:1 | 0:0 | 1:1 | 1:4 | 2:0 | 2:1   |     | 1:0 | 0:5 |
| Warta Poznań                      | 4:1 | 2:1   | 1:0 | 0:0 | 1:0 | 3:3 | 3:1 | 2:0 | 0:1 | 2:1 | 2:0 | 5:1 | 2:2   | 1:1 |     | 2:1 |
| Wda Świecie                       | 4:2 | 2:0   | 1:1 | 3:1 | 2:1 | 0:4 | 3:1 | 0:2 | 2:1 | 2:1 | 1:1 | 2:2 | 0:0   | 0:3 | 0:5 |     |

Źródło: 90minut
Objaśnienia:
1Drużyna gospodarzy jest wymieniona po lewej stronie tabeli.
Kolory: zielony – zwycięstwo gospodarzy, żółty – remis, różowy – zwycięstwo gości.

### Baraże o II ligę
| 11 czerwca 2016 | Garbarnia Kraków               | 3:2   | Warta Poznań                |                                                     |
| 15:00           | Serafin 2', 11' · Siedlarz 83' | (2:2) | S 9' pławski · 30' Białożyt | Stadion Garbarni, Kraków Sędzia: Paweł Pskit (Łódź) |

| 15 czerwca 2016 | Warta Poznań     | 1:0   | Garbarnia Kraków |                                                                           |
| 17:00           | Białożyt 89' (k) | (0:0) |                  | Stadion przy Drodze Dębińskiej, Poznań Sędzia: Łukasz Bednarek (Koszalin) |

Wynik dwumeczu – 3:3, awans Warty dzięki większej liczbie bramek zdobytych na wyjeździe.

## Sezon 2014/2015

### Drużyny
| Uczestnicy poprzedniej edycji | Uczestnicy poprzedniej edycji |
| ----------------------------- | ----------------------------- |
| Sokół Kleczew                 | 1                             |
| Start Warlubie                | 2                             |
| Unia Solec Kujawski           | 3                             |
| Wda Świecie                   | 4                             |
| Lech II Poznań                | 5                             |
| Polonia Środa Wielkopolska    | 6                             |
| Włocłavia Włocławek           | 7                             |
| Nielba Wągrowiec              | 8                             |

| Uczestnicy poprzedniej edycji     | Uczestnicy poprzedniej edycji |
| --------------------------------- | ----------------------------- |
| Centra Ostrów Wielkopolski        | 9                             |
| Unia Swarzędz                     | 10                            |
| Pogoń Mogilno                     | 11                            |
| Spadek z II ligi 2013/2014        |                               |
| grupa zachodnia                   |                               |
| Warta Poznań                      | 82                            |
| Ostrovia 1909 Ostrów Wielkopolski | 14                            |
| Jarota Jarocin                    | 17                            |

| Awans z IV ligi 2013/2014   | Awans z IV ligi 2013/2014 |
| --------------------------- | ------------------------- |
| grupa kujawsko-pomorska     |                           |
| Sparta Brodnica             | 1                         |
| Chełminianka Chełmno        | 2                         |
| grupa wielkopolska południe |                           |
| Victoria Września           | 1                         |
| grupa wielkopolska północ   |                           |
| Tarnovia Tarnowo Podgórne   | 1                         |

Objaśnienia:
1. Sokół Kleczew przegrał baraże o awans do II ligi z Nadwiślanem Góra.
2. Warta Poznań nie otrzymała licencji na grę w II lidze w sezonie 2014/15 i w rozgrywkach zastąpiła w zespół Calisii Kalisz, który wycofał się przed rozpoczęciem rozgrywek[20].

### Tabela
| Lp. | Drużyna                           | M  | Z  | R  | P  | Bramki | Bramki | Różn. | Pkt | Uwagi             | Bezpośrednio |
| --- | --------------------------------- | -- | -- | -- | -- | ------ | ------ | ----- | --- | ----------------- | ------------ |
| 1   | Warta Poznań1 (M) (B)             | 34 | 23 | 7  | 4  | 70     | 33     | +37   | 76  | Baraże o II ligę  |              |
| 2   | Sokół Kleczew                     | 34 | 21 | 5  | 8  | 69     | 27     | +42   | 68  |                   |              |
| 3   | Lech II Poznań                    | 34 | 18 | 6  | 10 | 73     | 34     | +39   | 60  |                   |              |
| 4   | Polonia Środa Wielkopolska        | 34 | 18 | 5  | 11 | 67     | 46     | +21   | 59  |                   |              |
| 5   | Start Warlubie                    | 34 | 16 | 8  | 10 | 47     | 29     | +18   | 56  |                   |              |
| 6   | Nielba Wągrowiec                  | 34 | 16 | 8  | 10 | 54     | 42     | +12   | 56  |                   |              |
| 7   | Centra Ostrów Wielkopolski        | 34 | 15 | 10 | 9  | 53     | 35     | +18   | 55  |                   |              |
| 8   | Ostrovia 1909 Ostrów Wielkopolski | 34 | 14 | 12 | 8  | 56     | 49     | +7    | 54  |                   |              |
| 9   | Sparta Brodnica                   | 34 | 15 | 7  | 12 | 49     | 45     | +4    | 52  |                   |              |
| 10  | Jarota Jarocin                    | 34 | 14 | 10 | 10 | 43     | 38     | +5    | 52  |                   |              |
| 11  | Wda Świecie                       | 34 | 15 | 7  | 12 | 57     | 34     | +23   | 52  |                   |              |
| 12  | Unia Swarzędz                     | 34 | 11 | 13 | 10 | 64     | 47     | +17   | 46  |                   |              |
| 13  | Victoria Września1 (S)            | 34 | 12 | 6  | 16 | 44     | 62     | −18   | 42  | Spadek do IV ligi |              |
| 14  | Pogoń Mogilno (S)                 | 34 | 11 | 6  | 17 | 50     | 62     | −12   | 39  | Spadek do IV ligi |              |
| 15  | Unia Solec Kujawski (S)           | 34 | 10 | 2  | 22 | 39     | 63     | −24   | 32  | Spadek do IV ligi |              |
| 16  | Tarnovia Tarnowo Podgórne (S)     | 34 | 7  | 6  | 21 | 46     | 82     | −36   | 27  | Spadek do IV ligi |              |
| 17  | Chełminianka Chełmno (S)          | 34 | 5  | 6  | 23 | 39     | 91     | −52   | 21  | Spadek do IV ligi |              |
| 18  | Włocłavia Włocławek (S)           | 34 | 2  | 2  | 30 | 17     | 118    | −101  | 8   | Spadek do IV ligi |              |

### Baraże o II ligę
| 13 czerwca 2015 15:00 | Warta Poznań · Łukasz Spławski 29' | 1:2(1:2)Raport | Polonia Bytom · 20' Dawid Cempa · 36' Marcin Lachowski | Poznań, (Stadion przy Drodze Dębińskiej) Widzów: 1000 Sędzia: Tomasz Radkiewicz (Łódź) |
|                       |                                    |                | kartki: · Bartłomiej Setlak                            |                                                                                        |

| 17 czerwca 2015 17:00 | Polonia Bytom · Jacek Broniewicz 25' (k) | 1:0(1:0)Raport | Warta Poznań                                       | Bytom, (Stadion im. Edwarda Szymkowiaka) Widzów: 2104 Sędzia: Paweł Pskit (Łódź) |
|                       | kartki: · Łukasz Grube · Damian Michalik |                | kartki: · Artur Marciniak · 89' Michał Brzostowski |                                                                                  |

Wynik dwumeczu – 3:1, awans Polonii Bytom.

### Stadiony
| Lp. | Miasto              | Stadion                                                  | Klub                              | Pojemność                       | Zdjęcie |
| --- | ------------------- | -------------------------------------------------------- | --------------------------------- | ------------------------------- | ------- |
| 1   | Brodnica            | Stadion Miejski OSiR                                     | Sparta Brodnica                   | 2 500 (945 miejsc siedzących)   |         |
| 2   | Chełmno             | Stadion Miejski                                          | Chełminianka Chełmno              | 950 (420 miejsc siedzących)     |         |
| 3   | Jarocin             | Stadion Miejski                                          | Jarota Jarocin                    | 2 500 miejsc siedzących         |         |
| 4   | Kleczew             | Stadion Miejski                                          | Sokół Kleczew                     | 800 miejsc siedzących           |         |
| 5   | Mogilno             | Stadion Olimpijski im. Michała Olszewskiego              | Pogoń Mogilno                     | 2 000 (300 miejsc siedzących)   |         |
| 6   | Ostrów Wielkopolski | Stadion Miejski przy ul. Kusocińskiego (Stadion KS Stal) | Centra Ostrów Wielkopolski        | 750 miejsc siedzących           |         |
| 7   | Ostrów Wielkopolski | Stadion Miejski                                          | Ostrovia 1909 Ostrów Wielkopolski | 12 000 miejsc siedzących        |         |
| 8   | Poznań              | Stadion Amiki Wronki                                     | Lech II Poznań                    | 5 296 miejsc siedzących         |         |
| 9   | Poznań              | Stadion przy Drodze Dębińskiej                           | Warta Poznań                      | 2 500 ?                         |         |
| 10  | Solec Kujawski      | Stadion OSiR                                             | Unia Solec Kujawski               | 2 000                           |         |
| 11  | Swarzędz            | Stadion Miejski w Swarzędzu                              | Unia Swarzędz                     | 2 000 (500 miejsc siedzących)   |         |
| 12  | Środa Wielkopolska  | Stadion 700-lecia w Środzie Wielkopolskiej               | Polonia Środa Wielkopolska        | 3 115 miejsc siedzących         |         |
| 13  | Świecie             | Stadion Miejski                                          | Wda Świecie                       | 3 500 (2 000 miejsc siedzących) |         |
| 14  | Tarnowo Podgórne    | Stadion w Tarnowie Podgórnym                             | GKS Tarnovia Tarnowo Podgórne     | 600 miejsc siedzących           |         |
| 15  | Warlubie            | Stadion: Gminny                                          | Start Warlubie                    | 368 miejsc siedzących           |         |
| 16  | Wągrowiec           | Stadion im. Stanisława Bąka                              | Nielba Wągrowiec                  | 2 600 miejsc siedzących         |         |
| 17  | Włocławek           | Stadion piłkarsko – lekkoatletyczny (Al. Chopina 8)      | Włocłavia Włocławek               | 4 500                           |         |
| 18  | Września            | Stadion Miejski                                          | Victoria Września                 | 2 500 (1 000 miejsc siedzących) |         |

## Sezon 2013/2014

### Drużyny
| Uczestnicy poprzedniej edycji | Uczestnicy poprzedniej edycji |
| ----------------------------- | ----------------------------- |
| Sokół Kleczew                 | 2                             |
| Wda Świecie                   | 3                             |
| Nielba Wągrowiec              | 4                             |
| Cuiavia Inowrocław            | 5                             |
| Polonia Środa Wielkopolska    | 6                             |
| Unia Swarzędz                 | 7                             |
| GKS Dopiewo                   | 8                             |

| Uczestnicy poprzedniej edycji | Uczestnicy poprzedniej edycji |
| ----------------------------- | ----------------------------- |
| Notecianka Pakość             | 9                             |
| Unia Solec Kujawski           | 10                            |
| Pogoń Mogilno                 | 11                            |
| Polonia 1912 Leszno           | 12                            |
| Fogo Luboń                    | 131,3                         |
| Spadek z II ligi 2012/2013    |                               |
| grupa zachodnia               |                               |
| Elana Toruń                   | 17                            |

| Awans z IV ligi 2012/2013     | Awans z IV ligi 2012/2013 |
| ----------------------------- | ------------------------- |
| grupa kujawsko-pomorska       |                           |
| Włocłavia Włocławek           | 1                         |
| Start Warlubie                | 2                         |
| grupa wielkopolska południowa |                           |
| Centra Ostrów Wielkopolski    | 1                         |
| grupa wielkopolska północna   |                           |
| Grom Plewiska                 | 1                         |

| Uczestnicy dołączeni do ligi | Uczestnicy dołączeni do ligi |
| ---------------------------- | ---------------------------- |
| Lech II Poznań               | PZPN2                        |

Objaśnienia:
1. Fogo Luboń zastąpiło wycofanego z rozgrywek Tura Turek.
2. Zgodnie z uchwałą PZPN o rozwiązaniu Młodej Ekstraklasy, rezerwy drużyn grających w najwyższej klasie rozgrywkowej mają wrócić do lig, w których grały przed jej utworzeniem.
3. Fogo Luboń wycofało się po 21. kolejce.

| Lp. | Drużyna                    | M  | Z  | R | P  | Bramki | Bramki | Różn. | Pkt | Uwagi                     | Bezpośrednio |
| --- | -------------------------- | -- | -- | - | -- | ------ | ------ | ----- | --- | ------------------------- | ------------ |
| 1   | Sokół Kleczew1 (M) (B)     | 34 | 22 | 7 | 5  | 75     | 33     | +42   | 73  | Baraże o II ligę          |              |
| 2   | Start Warlubie             | 34 | 20 | 4 | 10 | 81     | 42     | +39   | 64  |                           |              |
| 3   | Unia Solec Kujawski        | 34 | 18 | 7 | 9  | 58     | 30     | +28   | 61  |                           |              |
| 4   | Wda Świecie                | 34 | 18 | 7 | 9  | 60     | 42     | +18   | 61  |                           |              |
| 5   | Lech II Poznań             | 34 | 19 | 3 | 12 | 70     | 51     | +19   | 60  |                           |              |
| 6   | Polonia Środa Wielkopolska | 34 | 17 | 5 | 12 | 60     | 39     | +21   | 56  |                           |              |
| 7   | Włocłavia Włocławek        | 34 | 16 | 7 | 11 | 51     | 42     | +9    | 55  |                           |              |
| 8   | Nielba Wągrowiec           | 34 | 15 | 9 | 10 | 58     | 41     | +17   | 54  |                           |              |
| 9   | Centra Ostrów Wielkopolski | 34 | 15 | 6 | 13 | 53     | 51     | +2    | 51  |                           |              |
| 10  | Unia Swarzędz              | 34 | 15 | 5 | 14 | 58     | 44     | +14   | 50  |                           |              |
| 11  | Pogoń Mogilno (S)          | 34 | 15 | 4 | 15 | 57     | 57     | 0     | 49  | Spadek do IV ligi         |              |
| 12  | Polonia 1912 Leszno (S)    | 34 | 14 | 6 | 14 | 48     | 45     | +3    | 48  | Spadek do IV ligi         |              |
| 13  | Elana Toruń (S)            | 34 | 14 | 5 | 15 | 42     | 48     | −6    | 47  | Spadek do IV ligi         |              |
| 14  | Grom Plewiska (S)          | 34 | 13 | 4 | 17 | 51     | 64     | −13   | 43  | Spadek do IV ligi         |              |
| 15  | Cuiavia Inowrocław (S)     | 34 | 9  | 2 | 23 | 39     | 88     | −49   | 29  | Spadek do IV ligi         |              |
| 16  | GKS Dopiewo (S)            | 34 | 7  | 6 | 21 | 39     | 68     | −29   | 27  | Spadek do IV ligi         |              |
| 17  | Notecianka Pakość (S)      | 34 | 6  | 4 | 24 | 32     | 94     | −62   | 22  | Spadek do IV ligi         |              |
| 18  | Fogo Luboń2 (S)            | 34 | 5  | 5 | 24 | 28     | 81     | −53   | 20  | Spadek do klasy okręgowej |              |

### Stadiony
| Lp. | Miasto              | Stadion                                                  | Klub                       | Pojemność                          | Zdjęcie |
| --- | ------------------- | -------------------------------------------------------- | -------------------------- | ---------------------------------- | ------- |
| 1   | Dopiewo             | Stadion Gminny w Dopiewie                                | GKS Dopiewo                | 500                                |         |
| 2   | Inowrocław          | Stadion im. Inowrocławskich Olimpijczyków                | Cuiavia Inowrocław         | 3 500 (wszystkie miejsca siedzące) |         |
| 3   | Kleczew             | Stadion Miejski                                          | Sokół Kleczew              | 800 (wszystkie miejsca siedzące)   |         |
| 4   | Leszno              | Stadion w Lesznie                                        | KS Polonia 1912 Leszno     | 450 miejsc siedzących              |         |
| 5   | Luboń               | Stadion Miejski w Luboniu                                | Luboński KS                | 2 000 (500 miejsc siedzących)      |         |
| 6   | Mogilno             | Stadion Olimpijski im. Michała Olszewskiego              | Pogoń Mogilno              | 2 000 (300 miejsc siedzących)      |         |
| 7   | Ostrów Wielkopolski | Stadion Miejski przy ul. Kusocińskiego (Stadion KS Stal) | Centra Ostrów Wielkopolski | 750 miejsc siedzących              |         |
| 8   | Pakość              | Stadion Miejski                                          | Notecianka Pakość          | 1 000                              |         |
| 9   | Plewiska            | Stadion GOSIR                                            | Grom Plewiska              | 600 miejsc siedzących              |         |
| 10  | Poznań              | Stadion Amiki Wronki                                     | Lech II Poznań             | 5 296 miejsc siedzących            |         |
| 11  | Solec Kujawski      | Stadion OSiR                                             | Unia Solec Kujawski        | 2 000                              |         |
| 12  | Swarzędz            | Stadion Miejski w Swarzędzu                              | Unia Swarzędz              | 2 000 (500 miejsc siedzących)      |         |
| 13  | Środa Wielkopolska  | Stadion 700-lecia w Środzie Wielkopolskiej               | Polonia Środa Wielkopolska | 3 115 miejsc siedzących            |         |
| 14  | Świecie             | Stadion Miejski                                          | Wda Świecie                | 3 500 (2 000 miejsc siedzących)    |         |
| 15  | Toruń               | Stadion Miejski w Toruniu                                | Elana Toruń                | 6 000 (4 000 siedzących)           |         |
| 16  | Warlubie            | Stadion: Gminny                                          | Start Warlubie             | 368 miejsc siedzących              |         |
| 17  | Wągrowiec           | Stadion im. Stanisława Bąka                              | Nielba Wągrowiec           | 2 600 miejsc siedzących            |         |
| 18  | Włocławek           | Stadion przy ul. Chopina 49/51                           | Włocłavia Włocławek        | 937                                |         |

## Sezon 2012/2013

### Drużyny
| Uczestnicy poprzedniej edycji | Uczestnicy poprzedniej edycji |
| ----------------------------- | ----------------------------- |
| Unia Swarzędz                 | 2                             |
| Polonia Środa Wielkopolska    | 3                             |
| Sokół Kleczew                 | 4                             |
| Lubuszanin Trzcianka          | 5                             |
| Wda Świecie                   | 6                             |
| Cuiavia Inowrocław            | 7                             |
| Piast Kobylin                 | 8                             |

| Uczestnicy poprzedniej edycji | Uczestnicy poprzedniej edycji |
| ----------------------------- | ----------------------------- |
| GKS Dopiewo                   | 9                             |
| Górnik Konin                  | 10                            |
| Notecianka Pakość             | 11                            |
| Polonia 1912 Leszno           | 12                            |
| Spadek z II ligi 2011/2012    |                               |
| grupa zachodnia               |                               |
| Nielba Wągrowiec              | 17                            |

| Awans z IV ligi 2011/2012         | Awans z IV ligi 2011/2012 |
| --------------------------------- | ------------------------- |
| grupa kujawsko-pomorska           |                           |
| Pogoń Mogilno                     | 1                         |
| Unia Solec Kujawski               | 2                         |
| grupa wielkopolska południowa     |                           |
| Ostrovia 1909 Ostrów Wielkopolski | 1                         |
| grupa wielkopolska północna       |                           |
| Luboński KS                       | 1                         |

### Tabela
| Lp. | Drużyna                                   | M  | Z  | R  | P  | Bramki | Bramki | Różn. | Pkt | Uwagi             | Bezpośrednio |
| --- | ----------------------------------------- | -- | -- | -- | -- | ------ | ------ | ----- | --- | ----------------- | ------------ |
| 1   | Ostrovia 1909 Ostrów Wielkopolski (M) (A) | 30 | 18 | 7  | 5  | 61     | 25     | +36   | 61  | Awans do II ligi  |              |
| 2   | Sokół Kleczew                             | 30 | 18 | 6  | 6  | 57     | 26     | +31   | 60  |                   |              |
| 3   | Wda Świecie                               | 30 | 16 | 9  | 5  | 61     | 22     | +39   | 57  |                   |              |
| 4   | Nielba Wągrowiec                          | 29 | 13 | 11 | 5  | 58     | 41     | +17   | 50  |                   |              |
| 5   | Cuiavia Inowrocław                        | 30 | 15 | 5  | 10 | 60     | 40     | +20   | 50  |                   |              |
| 6   | Polonia Środa Wielkopolska                | 30 | 12 | 9  | 9  | 44     | 25     | +19   | 45  |                   |              |
| 7   | Unia Swarzędz                             | 30 | 12 | 6  | 12 | 45     | 46     | −1    | 42  |                   |              |
| 8   | GKS Dopiewo                               | 30 | 11 | 8  | 11 | 45     | 40     | +5    | 41  |                   |              |
| 9   | Notecianka Pakość                         | 30 | 12 | 5  | 13 | 48     | 64     | −16   | 41  |                   |              |
| 10  | Unia Solec Kujawski                       | 30 | 9  | 12 | 9  | 36     | 38     | −2    | 39  |                   |              |
| 11  | Pogoń Mogilno                             | 30 | 10 | 9  | 11 | 38     | 46     | −8    | 39  |                   |              |
| 12  | Polonia 1912 Leszno                       | 30 | 10 | 7  | 13 | 34     | 39     | −5    | 37  |                   |              |
| 13  | Fogo Luboń                                | 30 | 9  | 9  | 12 | 30     | 38     | −8    | 36  |                   |              |
| 14  | Górnik Konin (S)                          | 30 | 6  | 7  | 17 | 31     | 55     | −24   | 25  | Spadek do IV ligi |              |
| 15  | Piast Kobylin (S)                         | 30 | 5  | 5  | 20 | 29     | 80     | −51   | 20  | Spadek do IV ligi |              |
| 16  | Lubuszanin Trzcianka (S)                  | 30 | 5  | 3  | 22 | 20     | 72     | −52   | 18  | Spadek do IV ligi |              |

### Stadiony
| Lp. | Miasto              | Stadion                                                      | Klub                         | Pojemność                          | Zdjęcie |
| --- | ------------------- | ------------------------------------------------------------ | ---------------------------- | ---------------------------------- | ------- |
| 1   | Dopiewo             | Stadion Gminny w Dopiewie                                    | GKS Dopiewo                  | 500                                |         |
| 2   | Inowrocław          | Stadion im. Inowrocławskich Olimpijczyków                    | Cuiavia Inowrocław           | 3 500 (wszystkie miejsca siedzące) |         |
| 3   | Kleczew             | Stadion Miejski                                              | KS Sokół Kleczew             | 1 000                              |         |
| 4   | Kobylin             | Stadion Miejski w Kobylinie                                  | KS Piast Kobylin             | 3 000 (800 miejsc siedzących)      |         |
| 5   | Konin               | Stadion im. Złotej Jedenastki Kazimierza Górskiego w Koninie | Górnik Konin                 | 2 000                              |         |
| 6   | Leszno              | Stadion w Lesznie                                            | KS Polonia 1912 Leszno       | 450 miejsc siedzących              |         |
| 7   | Luboń               | Stadion Miejski w Luboniu                                    | Luboński KS                  | 2 000 (500 miejsc siedzących)      |         |
| 8   | Mogilno             | Stadion Olimpijski im. Michała Olszewskiego                  | Pogoń Mogilno                | 2 000 (300 miejsc siedzących)      |         |
| 9   | Ostrów Wielkopolski | Stadion Miejski w Ostrowie Wielkopolskim                     | Ostrovia Ostrów Wielkopolski | 15 000 (14 000 miejsc siedzących)  |         |
| 10  | Pakość              | Stadion Miejski                                              | Notecianka Pakość            | 1 000                              |         |
| 11  | Solec Kujawski      | Stadion OSiR                                                 | Unia Solec Kujawski          | 2 000                              |         |
| 12  | Swarzędz            | Stadion Miejski w Swarzędzu                                  | Unia Swarzędz                | 2 000 (500 miejsc siedzących)      |         |
| 13  | Środa Wielkopolska  | Stadion 700-lecia w Środzie Wielkopolskiej                   | Polonia Środa Wielkopolska   | 3 115 miejsc siedzących            |         |
| 14  | Świecie             | Stadion Miejski                                              | Wda Świecie                  | 3 500 (2 000 miejsc siedzących)    |         |
| 15  | Trzcianka           | Stadion OSiR w Trzciance                                     | Lubuszanin Trzcianka         | 2 000 (1 000 miejsc siedzących)    |         |
| 16  | Wągrowiec           | Stadion OSiR im.Stanisława Bąka                              | Nielba Wągrowiec             | 4 460                              |         |

## Sezon 2011/2012

### Drużyny
| Uczestnicy poprzedniej edycji | Uczestnicy poprzedniej edycji |
| ----------------------------- | ----------------------------- |
| Lech Rypin                    | 2                             |
| GKS Dopiewo                   | 3                             |
| Unia Swarzędz                 | 4                             |
| Victoria Koronowo             | 5                             |
| Wda Świecie                   | 6                             |
| Piast Kobylin                 | 7                             |

| Uczestnicy poprzedniej edycji | Uczestnicy poprzedniej edycji |
| ----------------------------- | ----------------------------- |
| Górnik Konin                  | 8                             |
| Unia Janikowo                 | 9                             |
| Notecianka Pakość             | 10                            |
| Lubuszanin Trzcianka          | 11                            |
| Chemik Bydgoszcz              | 122                           |
| Polonia 1912 Leszno           | 13                            |

| Awans z IV ligi 2010/2011     | Awans z IV ligi 2010/2011 |
| ----------------------------- | ------------------------- |
| grupa kujawsko-pomorska       |                           |
| Sparta Brodnica               | 1                         |
| Cuiavia Inowrocław            | 2                         |
| grupa wielkopolska południowa |                           |
| Sokół Kleczew                 | 1                         |
| grupa wielkopolska północna   |                           |
| Polonia Środa Wielkopolska    | 1                         |

Objaśnienia:
1. Sparta/Unifreeze Brodnica w związku z rozpadem fuzji zmieniła nazwę na Sparta Brodnica[27].
2. Chemik Bydgoszcz wycofał się po 17. kolejce.

### Tabela
| Lp. | Drużyna                    | M  | Z  | R | P  | Bramki | Bramki | Różn. | Pkt | Uwagi                     | Bezpośrednio |
| --- | -------------------------- | -- | -- | - | -- | ------ | ------ | ----- | --- | ------------------------- | ------------ |
| 1   | Lech Rypin (M) (A)         | 30 | 21 | 4 | 5  | 79     | 31     | +48   | 67  | Awans do II ligi          |              |
| 2   | Unia Swarzędz              | 30 | 17 | 4 | 9  | 52     | 38     | +14   | 55  |                           |              |
| 3   | Lubuszanin Trzcianka       | 30 | 15 | 9 | 6  | 54     | 30     | +24   | 54  |                           |              |
| 4   | Polonia Środa Wielkopolska | 30 | 16 | 5 | 9  | 53     | 30     | +23   | 53  |                           |              |
| 5   | Sokół Kleczew              | 30 | 15 | 6 | 9  | 65     | 29     | +36   | 51  |                           |              |
| 6   | Wda Świecie                | 30 | 15 | 5 | 10 | 63     | 39     | +24   | 50  |                           |              |
| 7   | Cuiavia Inowrocław         | 30 | 12 | 8 | 10 | 52     | 36     | +16   | 44  |                           |              |
| 8   | Piast Kobylin              | 30 | 12 | 6 | 12 | 32     | 39     | −7    | 42  |                           |              |
| 9   | GKS Dopiewo                | 30 | 11 | 9 | 10 | 46     | 35     | +11   | 42  |                           |              |
| 10  | Górnik Konin               | 30 | 12 | 6 | 12 | 39     | 41     | −2    | 42  |                           |              |
| 11  | Notecianka Pakość          | 30 | 11 | 7 | 12 | 47     | 46     | +1    | 40  |                           |              |
| 12  | Polonia 1912 Leszno        | 30 | 11 | 5 | 14 | 39     | 48     | −9    | 38  |                           |              |
| 13  | Unia Janikowo (S)          | 30 | 10 | 8 | 12 | 32     | 42     | −10   | 38  | Spadek do IV ligi         |              |
| 14  | Sparta Brodnica (S)        | 30 | 8  | 9 | 13 | 27     | 50     | −23   | 33  | Spadek do IV ligi         |              |
| 15  | Victoria Koronowo2 (S)     | 30 | 3  | 2 | 25 | 17     | 88     | −71   | 11  | Spadek do klasy A         |              |
| 16  | Chemik Bydgoszcz1 (S)      | 30 | 3  | 3 | 24 | 16     | 91     | −75   | 12  | Spadek do klasy okręgowej |              |

### Stadiony
| Lp. | Miasto             | Stadion                                                      | Klub                       | Pojemność                                                                                                | Zdjęcie |
| --- | ------------------ | ------------------------------------------------------------ | -------------------------- | --- | ------- |
| 1   | Brodnica           | Stadion Miejski OSiR                                         | Sparta Brodnica            | 2 500 (945 miejsc siedzących)                                                                            |         |
| 2   | Bydgoszcz          | Stadion im. Czesława Kobusa                                  | Chemik Bydgoszcz           | 15 000                                                                                                   |         |
| 3   | Dopiewo            | Stadion Gminny w Dopiewie                                    | GKS Dopiewo                | 500 |         |
| 4   | Inowrocław         | Stadion im. Inowrocławskich Olimpijczyków                    | Cuiavia Inowrocław         | początkowo 3 000 (198 miejsc siedzących) po modernizacji od 2012 roku 3 500 (wszystkie miejsca siedzące) |         |
| 5   | Janikowo           | Stadion Miejski                                              | Unia Janikowo              | 4 500 |         |
| 6   | Kleczew            | Stadion Miejski                                              | KS Sokół Kleczew           | 1 000 |         |
| 7   | Kobylin            | Stadion Miejski w Kobylinie                                  | KS Piast Kobylin           | 3 000 (800 miejsc siedzących)                                                                            |         |
| 8   | Konin              | Stadion im. Złotej Jedenastki Kazimierza Górskiego w Koninie | Górnik Konin               | 2 000 |         |
| 9   | Koronowo           | Stadion Miejski w Koronowie                                  | Victoria Koronowo          | 1 200 (1 000 miejsc siedzących)                                                                          |         |
| 10  | Leszno             | Stadion w Lesznie                                            | KS Polonia 1912 Leszno     | 450 miejsc siedzących                                                                                    |         |
| 11  | Pakość             | Stadion Miejski                                              | Notecianka Pakość          | 1 000 |         |
| 12  | Rypin              | Stadion MOSiR                                                | Lech Rypin                 | 1 500 (1 250 miejsc siedzących)                                                                          |         |
| 13  | Swarzędz           | Stadion Miejski w Swarzędzu                                  | Unia Swarzędz              | 2 000 (500 miejsc siedzących)                                                                            |         |
| 14  | Środa Wielkopolska | Stadion 700-lecia w Środzie Wielkopolskiej                   | Polonia Środa Wielkopolska | 3 115 miejsc siedzących                                                                                  |         |
| 15  | Świecie            | Stadion Miejski                                              | Wda Świecie                | 3 500 (2 000 miejsc siedzących)                                                                          |         |
| 16  | Trzcianka          | Stadion OSiR w Trzciance                                     | Lubuszanin Trzcianka       | 2 000 (1 000 miejsc siedzących)                                                                          |         |

## Sezon 2010/2011
W grupie występuje 16 zespołów, które walczą o miejsce premiowane awansem do grupy zachodniej II ligi. Ostatnie zespoły spadają odpowiednio do grup: kujawsko-pomorskiej, wielkopolskiej południowej i wielkopolskiej północnej IV ligi.

### Drużyny
| Uczestnicy poprzedniej edycji | Uczestnicy poprzedniej edycji |
| ----------------------------- | ----------------------------- |
| Victoria Koronowo             | 2                             |
| Górnik Konin                  | 3                             |
| Unia Swarzędz                 | 4                             |
| Calisia Kalisz                | 5                             |
| Lech Rypin                    | 6                             |
| Wda Świecie                   | 7                             |
| Włocłavia Włocławek           | 8                             |

| Uczestnicy poprzedniej edycji | Uczestnicy poprzedniej edycji |
| ----------------------------- | ----------------------------- |
| Lubuszanin Trzcianka          | 9                             |
| Notecianka Pakość             | 10                            |
| Polonia 1912 Leszno           | 11                            |
| Mieszko Gniezno               | 12                            |
| Spadek z II ligi 2009/2010    |                               |
| grupa zachodnia               |                               |
| Unia Janikowo                 | 17                            |

| Awans z IV ligi 2009/2010     | Awans z IV ligi 2009/2010 |
| ----------------------------- | ------------------------- |
| grupa kujawsko-pomorska       |                           |
| Unia Solec Kujawski           | 1                         |
| Chemik Bydgoszcz              | 2                         |
| grupa wielkopolska południowa |                           |
| Piast Kobylin                 | 1                         |
| grupa wielkopolska północna   |                           |
| GKS Dopiewo                   | 1                         |

Objaśnienia:
1. GKS Dopiewo występował w sezonie 2009/2010 pod nazwą TS 1998 Dopiewo.

### Tabela
| Lp. | Drużyna                 | M  | Z  | R  | P  | Bramki | Bramki | Różn. | Pkt | Uwagi             | Bezpośrednio |
| --- | ----------------------- | -- | -- | -- | -- | ------ | ------ | ----- | --- | ----------------- | ------------ |
| 1   | Calisia Kalisz (M) (A)  | 30 | 18 | 6  | 6  | 52     | 28     | +24   | 60  | Awans do II ligi  |              |
| 2   | Lech Rypin              | 30 | 17 | 7  | 6  | 61     | 32     | +29   | 58  |                   |              |
| 3   | GKS Dopiewo             | 30 | 14 | 11 | 5  | 42     | 24     | +18   | 53  |                   |              |
| 4   | Unia Swarzędz           | 30 | 15 | 7  | 8  | 45     | 25     | +20   | 52  |                   |              |
| 5   | Victoria Koronowo       | 30 | 12 | 12 | 6  | 33     | 31     | +2    | 48  |                   |              |
| 6   | Wda Świecie             | 30 | 14 | 5  | 11 | 48     | 37     | +11   | 47  |                   |              |
| 7   | Piast Kobylin           | 30 | 12 | 8  | 10 | 41     | 40     | +1    | 44  |                   |              |
| 8   | Górnik Konin            | 30 | 12 | 5  | 13 | 32     | 38     | −6    | 41  |                   |              |
| 9   | Unia Janikowo           | 30 | 11 | 7  | 12 | 42     | 42     | 0     | 40  |                   |              |
| 10  | Notecianka Pakość       | 30 | 11 | 6  | 13 | 37     | 43     | −6    | 39  |                   |              |
| 11  | Lubuszanin Trzcianka    | 30 | 10 | 8  | 12 | 40     | 29     | +11   | 38  |                   |              |
| 12  | Chemik Bydgoszcz        | 30 | 11 | 3  | 16 | 35     | 46     | −11   | 36  |                   |              |
| 13  | Polonia 1912 Leszno     | 30 | 9  | 8  | 13 | 34     | 47     | −13   | 35  |                   |              |
| 14  | Unia Solec Kujawski (S) | 30 | 8  | 9  | 13 | 42     | 43     | −1    | 33  | Spadek do IV ligi |              |
| 15  | Włocłavia Włocławek (S) | 30 | 7  | 4  | 19 | 32     | 62     | −30   | 25  | Spadek do IV ligi |              |
| 16  | Mieszko Gniezno (S)     | 30 | 4  | 4  | 22 | 17     | 66     | −49   | 16  | Spadek do IV ligi |              |

## Sezon 2009/2010

### Drużyny
| Uczestnicy poprzedniej edycji | Uczestnicy poprzedniej edycji |
| ----------------------------- | ----------------------------- |
| Goplania Inowrocław           | 2                             |
| Górnik Konin                  | 3                             |
| Lech Rypin                    | 4                             |
| Unia Swarzędz                 | 5                             |
| Sparta Oborniki               | 6                             |
| Polonia 1912 Leszno           | 7                             |
| Polonia Nowy Tomyśl           | 8                             |
| Legia Chełmża                 | 9                             |

| Uczestnicy poprzedniej edycji | Uczestnicy poprzedniej edycji |
| ----------------------------- | ----------------------------- |
| Włocłavia Włocławek           | 11                            |
| Zdrój Ciechocinek             | 12                            |
| Mieszko Gniezno               | 131                           |
| Spadek z II ligi 2008/2009    |                               |
| grupa zachodnia               |                               |
| Victoria Koronowo             | 15                            |

| Awans z IV ligi 2008/2009     | Awans z IV ligi 2008/2009 |
| ----------------------------- | ------------------------- |
| grupa kujawsko-pomorska       |                           |
| Wda Świecie                   | 1                         |
| Notecianka Pakość             | 2                         |
| grupa wielkopolska północna   |                           |
| Lubuszanin Trzcianka          | 1                         |
| grupa wielkopolska południowa |                           |
| Calisia Kalisz                | 1                         |

Objaśnienia:
1. Promień Opalenica poinformowała, że po zakończeniu sezonu 2008/2009 jej druga drużyna staje się pierwszą, a zespół III-ligowy wycofuje się z gr. kujawsko-pomorsko-wielkopolskiej i rozpoczyna rozgrywki w lidze okręgowej okręgu poznańskiego[28]. W związku z tym w lidze utrzymał się Mieszko Gniezno.

### Tabela
| Lp. | Drużyna                     | M  | Z  | R  | P  | Bramki | Bramki | Różn. | Pkt | Uwagi                   | Bezpośrednio |
| --- | --------------------------- | -- | -- | -- | -- | ------ | ------ | ----- | --- | ----------------------- | ------------ |
| 1   | Polonia Nowy Tomyśl (M) (A) | 30 | 20 | 5  | 5  | 70     | 29     | +41   | 65  | Awans do II ligi        |              |
| 2   | Victoria Koronowo           | 30 | 19 | 5  | 6  | 90     | 38     | +52   | 62  |                         |              |
| 3   | Górnik Konin                | 30 | 18 | 7  | 5  | 51     | 30     | +21   | 61  |                         |              |
| 4   | Unia Swarzędz               | 30 | 15 | 9  | 6  | 58     | 29     | +29   | 54  | UNS–CAL 3:0 CAL–UNS 1:0 |              |
| 5   | Calisia Kalisz              | 30 | 17 | 3  | 10 | 48     | 35     | +13   | 54  | UNS–CAL 3:0 CAL–UNS 1:0 |              |
| 6   | Lech Rypin                  | 30 | 15 | 8  | 7  | 51     | 26     | +25   | 53  |                         |              |
| 7   | Wda Świecie                 | 30 | 16 | 4  | 10 | 51     | 32     | +19   | 52  |                         |              |
| 8   | Włocłavia Włocławek         | 30 | 12 | 6  | 12 | 40     | 43     | −3    | 42  |                         |              |
| 9   | Lubuszanin Trzcianka        | 30 | 10 | 8  | 12 | 38     | 34     | +4    | 38  |                         |              |
| 10  | Notecianka Pakość           | 30 | 10 | 7  | 13 | 38     | 47     | −9    | 37  |                         |              |
| 11  | Polonia 1912 Leszno         | 30 | 9  | 3  | 18 | 34     | 55     | −21   | 30  |                         |              |
| 12  | Mieszko Gniezno             | 30 | 7  | 8  | 15 | 26     | 51     | −25   | 29  |                         |              |
| 13  | Sparta Oborniki (S)         | 30 | 7  | 7  | 16 | 43     | 55     | −12   | 28  | Spadek do IV ligi       |              |
| 14  | Legia Chełmża (S)           | 30 | 5  | 9  | 16 | 35     | 67     | −32   | 24  | Spadek do IV ligi       |              |
| 15  | Zdrój Ciechocinek (S)       | 30 | 6  | 5  | 19 | 27     | 77     | −50   | 23  | Spadek do IV ligi       |              |
| 16  | Goplania Inowrocław (S)     | 30 | 2  | 10 | 18 | 24     | 76     | −52   | 16  | Spadek do IV ligi       |              |

## Sezon 2008/2009

### Drużyny
- Spadkowicze z III ligi gr. II: Mieszko Gniezno, Zdrój Ciechocinek.
- Utrzymały się z grupy kujawsko-pomorskiej: Chemik Bydgoszcz, Goplania Inowrocław, Lech Rypin, Legia Chełmża, Olimpia Grudziądz, Włocłavia Włocławek.
- Utrzymały się z grupy wielkopolskiej północnej i południowej: Aluminium Konin, LKS Czarnylas, Polonia Leszno, Polonia Nowy Tomyśl, Promień Opalenica, Sparta Oborniki.
- Baraż międzygrupowy: Mień Lipno[c], Unia Swarzędz.

### Tabela
| Lp. | Drużyna                   | M  | Z  | R  | P  | Bramki | Bramki | Różn. | Pkt | Uwagi                     | Bezpośrednio            |
| --- | ------------------------- | -- | -- | -- | -- | ------ | ------ | ----- | --- | ------------------------- | ----------------------- |
| 1   | Olimpia Grudziądz (M) (A) | 30 | 25 | 4  | 1  | 71     | 16     | +55   | 79  | Awans do II ligi          |                         |
| 2   | Goplania Inowrocław (B)   | 30 | 17 | 5  | 8  | 55     | 33     | +22   | 56  | Baraże o II ligę          |                         |
| 3   | Górnik Konin              | 30 | 16 | 7  | 7  | 57     | 37     | +20   | 55  |                           | GKN–RYP 1:0 RYP–GKN 2:2 |
| 4   | Lech Rypin                | 30 | 16 | 7  | 7  | 48     | 30     | +18   | 55  |                           | GKN–RYP 1:0 RYP–GKN 2:2 |
| 5   | Unia Swarzędz             | 30 | 13 | 9  | 8  | 41     | 31     | +10   | 48  |                           |                         |
| 6   | Sparta Oborniki           | 30 | 12 | 11 | 7  | 52     | 31     | +21   | 47  |                           |                         |
| 7   | Polonia 1912 Leszno       | 30 | 13 | 4  | 13 | 48     | 52     | −4    | 43  |                           |                         |
| 8   | Polonia Nowy Tomyśl       | 30 | 11 | 9  | 10 | 40     | 39     | +1    | 42  |                           |                         |
| 9   | Legia Chełmża             | 30 | 11 | 8  | 11 | 43     | 41     | +2    | 41  |                           |                         |
| 10  | Promień Opalenica1        | 30 | 11 | 7  | 12 | 50     | 40     | +10   | 40  | Drużyna wycofana          |                         |
| 11  | Włocłavia Włocławek       | 30 | 11 | 4  | 15 | 30     | 40     | −10   | 37  |                           |                         |
| 12  | Zdrój Ciechocinek         | 30 | 9  | 7  | 14 | 33     | 53     | −20   | 34  |                           |                         |
| 13  | Mieszko Gniezno1          | 30 | 9  | 4  | 17 | 27     | 50     | −23   | 31  |                           |                         |
| 14  | Chemik Bydgoszcz (S)      | 30 | 5  | 12 | 13 | 30     | 41     | −11   | 27  | Spadek do IV ligi         |                         |
| 15  | Mień Lipno2 (S)           | 30 | 6  | 7  | 17 | 35     | 55     | −20   | 25  | Spadek do klasy okręgowej |                         |
| 16  | LKS Czarnylas (S)         | 30 | 0  | 5  | 25 | 21     | 92     | −71   | 5   | Spadek do IV ligi         |                         |

### Baraże o II ligę
| 17 czerwca 2009 | Goplania Inowrocław | 0:2   | Czarni Żagań            |                                                                 |
| 17:00           |                     | (0:1) | Oskar Kamiński 42', 88' | Inowrocław Widzów: 2500 Sędzia: Radosław Trochimiuk (Ciechanów) |

| 20 czerwca 2009 | Czarni Żagań                                                                                 | 6:0   | Goplania Inowrocław |                                                          |
| 17:00           | Robert Gaca 7' · Paschal Ekwueme 19', 24', 33' · Wojciech Frach 59' · Dariusz Piechowiak 66' | (4:0) |                     | Żagań Widzów: 2000 Sędzia: Sebastian Tarnowski (Wrocław) |

Wynik dwumeczu – 8:0 dla Czarnych.